# Těrlicko
Těrlicko (en polonais : Cierlicko ; en allemand : Tierlitzko) est une commune du district de Karviná, dans la région de Moravie-Silésie, en République tchèque. Sa population s'élevait à 4 707 habitants en 2021.

## Géographie
Těrlicko se trouve à 13 km au sud-ouest de Karviná, à 18 km au sud-est d'Ostrava et à 293 km à l'est de Prague.
La commune est limitée par Albrechtice au nord, par Český Těšín à l'est, par Třanovice et Dolní Domaslavice au sud, par Soběšovice au sud-ouest et par Horní Bludovice et Havířov à l'ouest.

## Histoire
La première mention écrite de la ville date de 1229.

## Administration
La commune se compose de trois quartiers :
- Dolní Těrlicko
- Horní Těrlicko
- Hradiště

## Patrimoine
Patrimoine religieux

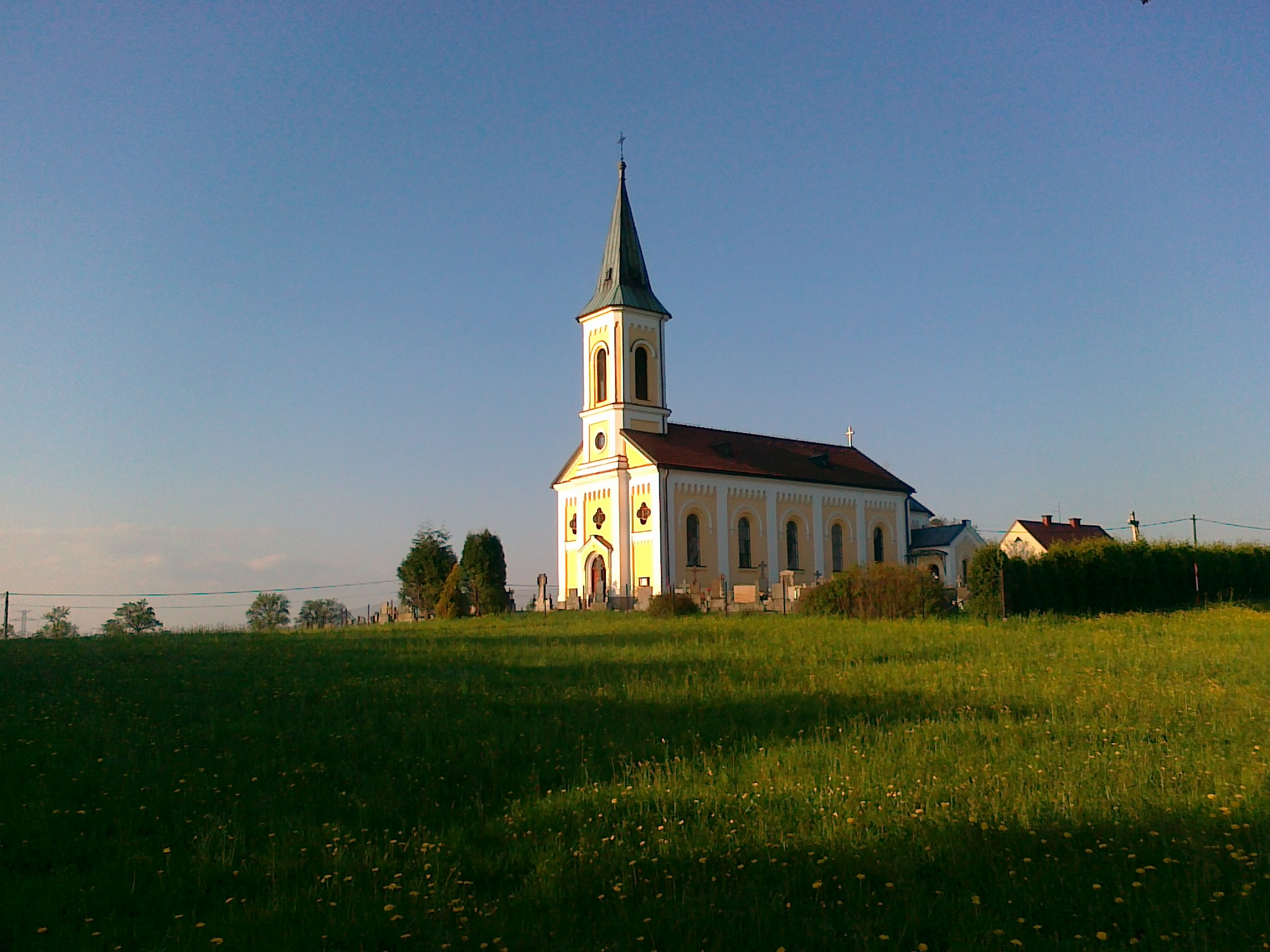
Église Saint-Laurent.
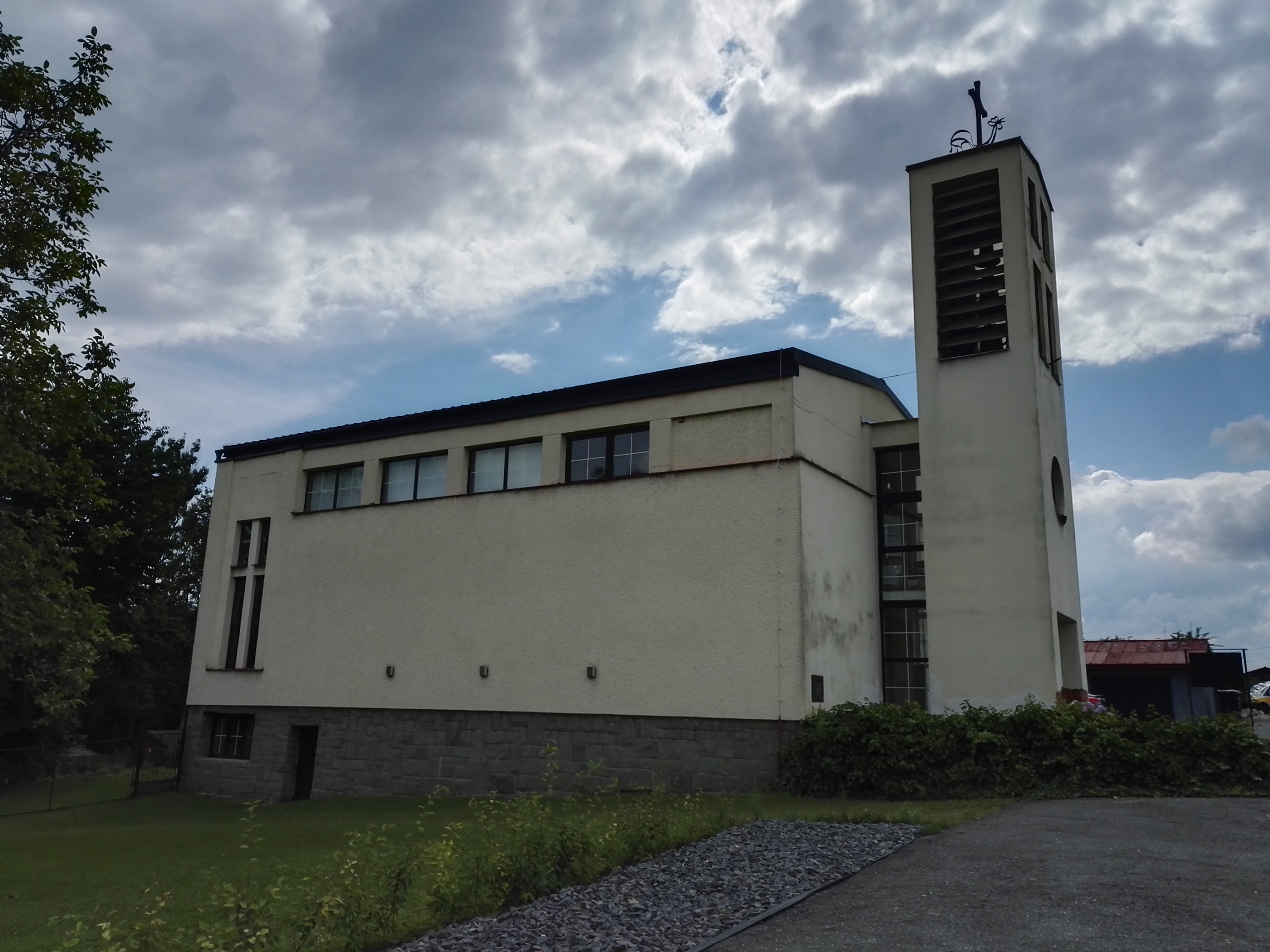
Église évangélique.

## Transports
Par la route, Těrlicko se trouve à 17 km de Český Těšín, à 17 km de Karviná, à 25 km d'Ostrava et à 368 km de Prague.